# Ричард Дилало
Ричард Дилало (на английски: Richard DiLallo) е американски продуцент и писател на произведения в жанра трилър.

## Биография и творчество
Ричард Дилало е роден в Ню Йорк, САЩ. Завършва с магистърска степен по английска филология Колежа на Светия Кръст в Устър. Докато е в колежа участва в театър „Фенуик“. След дипломирането си започва работа като младши копирайтър в компанията „Дж. Уолтър Томпсън“ и се издига до старши партньор. После се премества в рекламната агенция „DDB Worldwide“ в Чикаго, където в продължение на 10 години е вицепрезидент и изпълнителен творчески директор. След това известно време е изпълнителен творчески директор за фармацевтична реклама на „McCann Healthcare“.
Един ден с него се свързва Джеймс Патерсън, с когото се познават от работата му в „Дж. Уолтър Томпсън“, и му предлага съвместна творческа дейност.
Първият му роман „Alex Cross's Trial“ (Опитът на Алекс Крос), от поредицата на Джеймс Патерсън „Алекс Крос“, е издаден през 2009 г. В тази по-различна история тъмнокожият детектив разследва и представя историята адвоката Бен Корбет, който защитава афроамериканците в началото на 20. век и изпълнява поръчение на президента Рузвелт за дейността на Ку Клукс Клан, като всичко това е свързано със семейство на Алекс Крос.
През 2017 г. е издаден романът му „Магазинът“ в съавторство с Джеймс Патерсън. Най-важната корпорация в Америка е „Магазинът“, която продава всичко бързо и евтино, следи всичко и никой не е успял да избяга от нея. Но Джейкъб и Меган са от малкото хора, които не вярват в бляскавата фасада, наемат се да напишат книга за нея и се местят в специално изградено градче за служителите на фирмата. Но това е заплаха за „Магазинът“ и нещата скоро се превръщат в ад.
Има статии, публикувани в списанията „Glamour“, „Brides“ и „America“.
Ричард Дилало живее със семейството си в Манхатън.

## Произведения

### Самостоятелни романи
- The Christmas Wedding (2011) – с Джеймс Патерсън
- The Store (2017) – с Джеймс Патерсън
Магазинът, изд.: „Сиела“, София (2018), прев. Коста Сивов

### Серия „Алекс Крос“ (Alex Cross) – с Джеймс Патерсън
15. Alex Cross's Trial (2009)

### Серия „Детектив Люк Монкрийф“ (BookShots: Detective Luc Moncrief)
1. French Kiss (2016)
2. The Christmas Mystery (2016)
3. French Twist (2017)

### Разкази
- More Blond Than You ()

### Екранизации
- 2010 Pride of the Tribe